# Aeon
Aeon je švédská deathmetalová hudební skupina založená v roce 1999 ve městě Östersund. Debutové album Bleeding the False vydali v roce 2005 u společnosti Unique Leader Records. Následovalo podepsání smlouvy s vydavatelstvím Metal Blade a následně další album Rise to Dominate vydané v roce 2007. Čtvrté a zatím poslední album Aeons Black vydali v roce 2012.

## Členové
- Tommy Dahlström – zpěv
- Sebastian Nilsson – zpěv, kytara
- Tony Östman – basová kytara

## Diskografie
- Bleeding the False (2005)
- Rise to Dominate (2007)
- Path of Fire (2010)
- Aeons Black (2012)